# Бер-Крік (Флорида)
Бер-Крік (англ. Bear Creek) — переписна місцевість (CDP) в США, в окрузі Пінеллас штату Флорида. Населення — 1906 осіб (2020).

## Географія
Бер-Крік розташований за координатами 27°45′22″ пн. ш. 82°43′38″ зх. д. / 27.75611° пн. ш. 82.72722° зх. д. (27.756026, -82.727146).  За даними Бюро перепису населення США в 2010 році переписна місцевість мала площу 1,09 км², з яких 1,03 км² — суходіл та 0,06 км² — водойми. В 2017 році площа становила 1,47 км², з яких 1,03 км² — суходіл та 0,44 км² — водойми.

## Демографія
Згідно з переписом 2010 року, у переписній місцевості мешкало 1948 осіб у 991 домогосподарстві у складі 519 родин. Густота населення становила 1780 осіб/км².  Було 1217 помешкань (1112/км²).
Расовий склад населення:
| - 92,9 % — білих - 2,4 % — чорних або афроамериканців - 2,2 % — азіатів - 0,4 % — корінних американців |

До двох чи більше рас належало 1,6 %. Частка іспаномовних становила 4,4 % від усіх жителів.
За віковим діапазоном населення розподілялося таким чином: 13,4 % — особи молодші 18 років, 62,9 % — особи у віці 18—64 років, 23,7 % — особи у віці 65 років та старші. Медіана віку мешканця становила 49,9 року. На 100 осіб жіночої статі у переписній місцевості припадало 95,6 чоловіків;  на 100 жінок у віці від 18 років та старших — 95,3 чоловіків також старших 18 років.
Середній дохід на одне домашнє господарство  становив 84 936 доларів США (медіана — 40 179), а середній дохід на одну сім'ю — 136 006 доларів (медіана — 65 761). За межею бідності перебувало 18,3 % осіб, у тому числі 53,1 % дітей у віці до 18 років та 6,9 % осіб у віці 65 років та старших.
Цивільне працевлаштоване населення становило 887 осіб. Основні галузі зайнятості: освіта, охорона здоров'я та соціальна допомога — 23,3 %, мистецтво, розваги та відпочинок — 19,2 %, фінанси, страхування та нерухомість — 16,1 %, роздрібна торгівля — 14,9 %.